# الزوية (فلسطين)
الزوية، قرية فلسطينية تبعد 23 كيلومتر شمال شرق مدينة صفد، أقرب القرى إليها المفتخرة والبويزية. تمتد إلى الشمال منها طريق رئيسة تخترق أراضي سهل الحولة من خيام الوليد في الشرق إلى طريق طبرية – المطلة في الغرب، ترتبط الزوية بها بدرب ممهد.
قامت القرية فوق أرض منبسطة من أراضي سهل الحولة ترتفع قرابة 75م عن سطح البحر. نمت عمرانيًا حول قناة ري مائية تتفرّع من نهر الأردن باتجاه الشرق نحو الأراضي الزراعية. اتخذت شكلًا طوليًا على جانبي القناة وبلغت مساحتها 195 دونمًا. كما يربط أحد الجسور الجزء الشمالي من القرية بالجزء الجنوبي. أمّا سكان القرية فاعتمدوا على مياه قناة الري للشرب. انعدمت فيها الخدمات التعليمية، وتناثرت فيها بعض الحوانيت.
مساحة الأراضي التابعة للزوية 3,958 دونمًا منها 129 دونمًا للطرق والأودية. انتشرت الحقول الزراعية إلى الشرق والجنوب من القرية وزرعت فيها الخضار والفاكهة ولا سيما في الشرق. بالإضافة إلى ذلك، تحيط بها أراضي الصالحية، الناعمة وامتياز الحولة.
بلغ عدد سكان القرية عام 1931 نحو 590 نسمة قطنوا في 141 مسكنًا. في عام 1945 قُدِر عددهم بنحو 760 نسمة. دمر اليهود القرية عام 1948 وشردوا أهلها وأقاموا إلى الشمال منها مستعمرة “ناؤوت مردخاي”.

## احتلال القرية وتطهيرها عرقيًّا
كانت الزوية إحدى القرى التي احتلت في أواخر أيار/مايو 1948، حين تقدمت القوات الإسرائيلية لاحتلال منطقة الجليل الشرقي. استنادًا إلى تقرير كانت الاستخبارات العسكرية الإسرائيلي أعدته، فإن القرية أخليت من سكانها في 24 أيار/مايو، من جراء هجوم عسكري مباشر عليها، حيث كان هذا الهجوم جزءًا من عملية يفتاح.

## القرية اليوم
لم يبق من قرية الزوية أثر، لا معالم ولا أنقاض. بات الموقع جزءًا من الأراضي الزراعية التابعة لمستعمرة «نئوت مردخاين» وتحجبه حقول القطن الآن.

## المستوطنات الإسرائيلية على أراضي القرية
لا مستعمرات إسرائيلية على أراضي القرية. إلا أن مستعمرة «نئوت مردخاي» أنشئت في سنة 1946، على بعد أقل من كيلومترين إلى الشمال من موقع القرية.

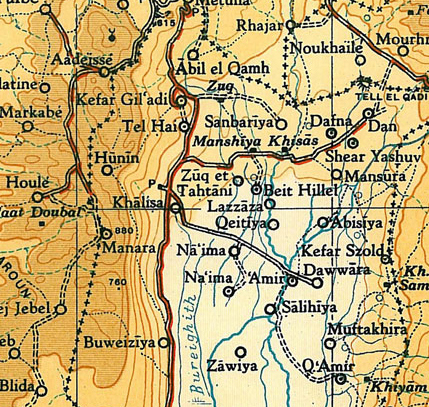
الزوية، 1946

## روابط خارجية
- الزوية ترحب بكم